# Archeophylla schusteri
Archeophylla schusteri là một loài rêu tản trong họ Pseudolepicoleaceae. Loài này được (E.A. Hodgs. & Allison) R.M. Schust. miêu tả khoa học lần đầu tiên năm 1963.